# Śmiałowski
Śmiałowski (forma żeńska: Śmiałowska; liczba mnoga: Śmiałowscy) – polskie nazwisko. Na początku lat 90. XX wieku w Polsce nosiły je 403 osoby, według nowszych, internetowych danych noszą je 465 osoby. Nazwisko pochodzi od słowa śmiały i jest najbardziej rozpowszechnione w centralnej i południowej Polsce.

## Znane osoby noszące to nazwisko
- Igor Śmiałowski (1917–2006) – polski aktor;
- Michał Śmiałowski (1906–1990) – polski chemik;
- Teodor Śmiałowski (…–1945) – polski oficer Armii Krajowej;
- Władysław Śmiałowski (1898–1967) – inżynier, architekt, profesor